# Livio Bacchi Wilcock
Livio Bacchi Wilcock (Roma, 14 de enero de 1940 - Orvieto, 23 de mayo de 2013) fue un traductor de Borges al italiano e hispanista romano.
Hijo adoptivo de Juan Rodolfo Wilcock fue traductor de Borges y Virginia Woolf al italiano. Candidato al Premio Moncelice en 1974 y 1977.

## Traducciones
- Humberto Arenal, Il sole a perpendicolo, Milan, 1961.

- Jorge Luis Borges, Storia dell'eternità, Milano, Il saggiatore, 1962.

- Poeti catalani, Milano, Bompiani, 1962.

- Virginia Woolf, Per le strade di Londra, Milano, Club degli editori, 1964 (con Juan Rodolfo Wilcock).

- Adolfo Bioy Casares, Il sogno degli eroi, Milano, Bompiani, 1966.

- Eugene Marais, L'anima della formica bianca, Milano, Adelphi, 1968.

- Jorge Luis Borges, Il manoscritto di Brodie, Milano, Rizzoli, 1971.

- Adolfo Bioy Casares, Diario della guerra al maiale, Milano, Bompiani, 1971.

- Jorge Luis Borges, Discussione, Milano, Rizzoli, 1973.

- Silvina Ocampo, Porfiria, Torino, Einaudi, 1973.

- Jorge Luis Borges, L'oro delle tigri, Milano, Rizzoli, 1974.

- Jorge Luis Borges, Nuova antologia personale, Milano, Rizzoli, 1976.

- Jorge Luis Borges, Il libro di sabbia, Milano, Rizzoli, 1977.

- Jorge Luis Borges, Poesie: 1923-1976, Milano, BUR, 1980.

- Virginia Woolf, Una stanza tutta per sé, Milano, Il saggiatore, 1980 (con Juan Rodolfo Wilcock).

- Adolfo Bioy Casares, L'invenzione di Morel, Milano, Bompiani, 1994.